# Sylvain Guillemot
Sylvain Guillemot, né le 24 janvier 1971 à Loudéac, est un chef cuisinier français. Chef de l'Auberge du Pont d'Acigné à Noyal-sur-Vilaine, une étoile au Guide Michelin, il a été doublement étoilé de 2013 à  2015.

## Biographie
Sylvain Guillemot est né en 1971 à Loudéac en Bretagne. Il vit un temps à Vern-sur-Seiche, où sa mère tient un bar. Sylvain Guillemot commence sa carrière par une formation en apprentissage à la Table Ronde de Bruno James. À l'âge de 16 ans, Il rejoint Marc Tizon, au Palais à Rennes puis Joseph et Mireille Froc au restaurant Pen Roc, à Châteaubourg où il rencontre sa future femme, Marie-Pierre. Il poursuit son expérience chez Jacques Thorel à l’Auberge Bretonne à La Roche-Bernard. En 1992, il continue son apprentissage culinaire auprès d’Alain Passard, au restaurant L’Arpège à Paris où il passe de commis à second en 3 ans.
En 1996, il ouvre son propre restaurant l’Auberge du Pont d’Acigné, à Noyal-sur-Vilaine en Bretagne en transformant un ancien bar-station-service. Il reçoit sa première étoile au Guide Michelin en 2005. Au début d'avril 2012, il est élu président de l’association Tables et Saveurs de Bretagne, une association qui réunit près de 50 chefs bretons. Au début de 2013, le guide Michelin lui octroie sa deuxième étoile et le restaurant est classé 299e meilleur restaurant du monde par le classement LA LISTE . L'édition 2016 du guide rouge retire sa deuxième étoile à l'Auberge du Pont d'Acigné.
En Mars 2020, il est à l'origine de la création du Collectif de l'Ordre de la Licorne, rassemblant des chefs tels que Julien Lemarié, Jean Marie Baudic, Yann Dayer ... ayant pour but la promotion du "bien manger et mieux boire ensemble".

## Cuisine
Pour le guide Michelin, Sylvain Guillemot, possède une « cuisine du terroir maîtrisée et inventive! Les assiettes se révèlent subtiles, très soignées et parfumées... ». D'après le Gault et Millau, « L'inspiration de Sylvain est un modèle de cuisine qui se fond en harmonie totale avec l'environnement immédiat. Les herbes et légumes des maraîchers alentour [...] » .
Parmi les plats signature de Sylvain Guillemot, on peut citer le maquereau au bouillon de curcuma, le  cochon de lait à la broche aux épices, servi avec sa fine peau craquante, ses petits légumes caramélisés, la langoustine crue en carpaccio à la rhubarbe, ou encore les asperges poêlées à la vinaigrette truffée.

## Distinctions

### Guide Michelin
- 2005 : Première étoile au guide Michelin
- 2013 : Seconde étoile au guide Michelin, conservée en 2014 et 2015

### Gault et Millau
- 2013 : Quatre toques

## Livres
- Beurre ou Ordinaire ?, Menu Fretin, 2010,  (ISBN 978-2917008195).